# Валя-Банкулуй
Валя-Банкулуй (рум. Valea Bancului) — село у повіті Сучава в Румунії. Входить до складу комуни Кошна.
Село розташоване на відстані 336 км на північ від Бухареста, 84 км на захід від Сучави, 138 км на північний схід від Клуж-Напоки.

## Населення
За даними перепису населення 2002 року у селі проживали 166 осіб, усі — румуни. Усі жителі села рідною мовою назвали румунську.